# Nagyboldogasszony-templom (Csongrád)
A római katolikus Nagyboldogasszony-templom Csongrád főtéren, egy parkban található.

## Történelem
Az egyhajós templom 1762–1769 között épült; a főoltár 1792-ben, a torony csak 1785-ben készült el. 1886-ban megmagasították a tornyot. A főoltár képe a Tiziano Vecellio Mária mennybemenetele című  velencei festményének 1917-es másolata. A templom belsejében Nepomuki Szent János és Páduai Szent Antal  szobra látható. A mellékoltárokat Szent Anna és Nepomuki Szent János tiszteletére készítették el. A mennyezet legfontosabb freskói az Ave Maria, Krisztus születése, Mária látogatása, József és Mária eljegyzése, melyek 1914-ben készültek. A templomhoz sekrestye és keresztelőkápolna tartozik.

## Fordítás
Ez a szócikk részben vagy egészben  a   Preĝejo Ĉieliro de Maria (Csongrád) című eszperantó Wikipédia-szócikk ezen változatának fordításán alapul.  Az eredeti cikk szerkesztőit annak laptörténete sorolja fel. Ez a jelzés csupán a megfogalmazás eredetét és a szerzői jogokat jelzi, nem szolgál a cikkben szereplő információk forrásmegjelöléseként.